# Чархальская тюлька
Чархальская тюлька (лат. Clupeonella tscharchalensis) — вид мелких лучепёрых рыб из семейства сельдевых (Clupeidae). Является пелагической пресноводной рыбой.
Систематика рода тюлек ещё не разрешена. Некоторые учёные считают чархальскую тюльку подвидом или вариететом черноморско-каспийской тюльки (Clupeonella cultriventris).

## Ареал
Обитает в водохранилищах и реках, впадающих в Каспийское море — в нижнем течении Волги и Урала. Двигаясь вверх по Волге, проникла в Каму. Выпущена в реку Дон (бассейн Азовского моря). Ареал ограничен территорией России и Казахстана.

## Описание
Максимальная длина тела до 10 см.
Продолжительность жизни до пяти лет. Сезон размножения длится с апреля по июль, нерест происходит в открытых водах. Питаются мелкими ракообразными.
Съедобна.